# Rojo Andriamanjato
Rojo Andriamanjato (ur. 11 sierpnia 1992 w Fianarantsoa) – madagaskarski piłkarz grający na pozycji pomocnika. Od 2023 jest zawodnikiem klubu Saint-Pauloise FC.

## Kariera klubowa
Swoja piłkarską karierę Andriamanjato rozpoczął w klubie Ajesaia. Grał w nim do 2021 roku. W sezonie 2021/2022 grał w AS Saint Michel, z którym zdobył Puchar Madagaskaru. W sezonie 2022/2023 ponownie grał w Ajesaia, a latem 2023 przeszedł do reuniońskiego Saint-Pauloise FC.

## Kariera reprezentacyjna
W reprezentacji Madagaskaru Andriamanjato zadebiutował 27 maja 2018 roku w wygranym 2:1 meczu COSAFA Cup 2018 z Mozambikiem, rozegranym w Polokwane.